# Municipio de Hanover (condado de Columbiana)
El municipio de Hanover (en inglés: Hanover Township) es un municipio ubicado en el condado de Columbiana en el estado estadounidense de Ohio. En el año 2010 tenía una población de 3704 habitantes y una densidad poblacional de 39,32 personas por km².

## Geografía
El municipio de Hanover se encuentra ubicado en las coordenadas 40°45′47″N 80°54′44″O / 40.76306, -80.91222. Según la Oficina del Censo de los Estados Unidos, el municipio tiene una superficie total de 94.19 km², de la cual 92.75 km² corresponden a tierra firme y (1.53%) 1.44 km² es agua.

## Demografía
Según el censo de 2010, había 3704 personas residiendo en el municipio de Hanover. La densidad de población era de 39,32 hab./km². De los 3704 habitantes, el municipio de Hanover estaba compuesto por el 98.11% blancos, el 0.16% eran afroamericanos, el 0.08% eran amerindios, el 0.16% eran asiáticos, el 0.03% eran isleños del Pacífico, el 0.24% eran de otras razas y el 1.21% pertenecían a dos o más razas. Del total de la población el 0.65% eran hispanos o latinos de cualquier raza.